# Карлсон, Карл Мартынович
Карл Марты́нович Ка́рлсон (настоящее имя Эдуард Янович Огриетис, латыш. Eduards Ogrietis; 10 октября 1888, Рига, Лифляндская губерния, Российская империя — 22 апреля 1938, Расстрельный полигон «Коммунарка», Московская область, РСФСР, СССР) — руководящий сотрудник ЧК-ОГПУ-НКВД, комиссар государственной безопасности 2-го ранга. Заместитель председателя ГПУ Украинской ССР- наркома НКВД УкрССР. Расстрелян в «особом порядке». Посмертно реабилитирован.

## Биография
Латыш. Родился в семье кузнеца. В 1903 году окончил 4-классное элементарное городское училище в Риге. Работал учеником наборщика в типографии Калнина и Дейчмана.
Член РСДРП(б) с 1905 года. Посещал кружки РСДРП и «Аусма» ЛСДРП, работал в Рижской организации РСДРП.
В Петербурге работал наборщиком в типографии Бреденфельда. Работал в нелегальной типографии Петербургского комитета РСДРП. В 1907 году был арестован, сидел в тюрьме «Кресты».
В 1908—1917 годах — в эмиграции в Германии и Бельгии, работал в заграничной группе ЛСДРП.
В июне-ноябре 1917 заведующий типографией «Пролетарская циня» в Петрограде, затем член коллегии по управлению типографией ВЦИК газеты «Известия».
Заведующий разведкой, помощник заведующего Отделом по борьбе с контрреволюцией ВЧК (с 7 июля 1918).
С 1 августа 1918 — уполномоченный ВЧК на Волге. После взятия Красной армией Казани в ноябре 1918 Карлсон был назначен председателем Казанской ГубЧК и занимал этот пост до июня 1919. Летом 1919 по обвинению во взяточничестве, вымогательстве, преступлениях по должности губернским ревтрибуналом были осуждены некоторые сотрудники ГубЧК, в том числе заведующий секретным отделом Э. Д. Лапинлауск и его заместительница М. Кангер — гражданская жена Карлсона. Вследствие этого председателем Казанской ГубЧК вместо Карлсона был назначен Ж. Ф. Девингталь.
Карлсон был назначен начальником школы ВЧК по подготовке следователей, комиссаров и разведчиков (с 16 июля по 29 августа 1919). Затем — член коллегии СО ВЧК, заведующий отделением районных политбюро Секретно-оперативного отдела и член коллегии МЧК (конец августа — декабрь 1919). Подавлял крестьянское восстание в г. Юрьев-Польский Владимирской губернии.

### На Украине
Заместитель начальника управления ЧК Всеукраинского ревкома (1920), председатель Донецкой ГубЧК (1920—1922), начальник донецкого губотдела ГПУ (1922—1924).
Заместитель председателя ГПУ УССР (1924—1934), начальник СОУ ГПУ УССР (1925—1929). В 1930 году был членом комиссии «для выработки мер в отношении кулачества» под председательством В. М. Молотова. Политбюро после доработки проекта комиссии приняло постановление «О мероприятиях по ликвидации кулацких хозяйств в районах сплошной коллективизации». 20 марта 1933 года постановлением Политбюро ЦК ВКП(б) тройке в составе В. А. Балицкого, К. М. Карлсона и И. М. Леплевского было предоставлено право рассмотрения дел по повстанчеству и контрреволюции на Украине с применением высшей меры наказания.
Начальник Харьковского областного отдела ГПУ (1934), начальник УНКВД Харьковской области (1934—1936). Заместитель наркома внутренних дел УССР (1936—1937).
Начальник Томско-Асинского ИТЛ НКВД (1937—1938).
Уволен из НКВД 11 января 1938 года. Арестован 22 января 1938 года. Включён в расстрельный список «Москва-центр» от 19 апреля 1938 года, подписанный Сталиным, Молотовым, Кагановичем и Ждановым. 22 апреля 1938 года оформлен к ВМН в «особом порядке». Расстрелян в тот же день вместе с группой сотрудников НКВД СССР, в том числе Я. К. Крауклисом и П. Ю. Перконом. Место захоронения — спецобъект НКВД «Коммунарка». Реабилитирован посмертно 3 июля 1958 г. военным трибуналом МВО.
Включён СБУ в список организаторов Голодомора.

## Награды
- Орден Красного Знамени (1923)
- Знак «Почётный работник ВЧК-ГПУ (V)» (1922)
- Знак «Почётный работник ВЧК-ГПУ (XV)» (1932)